# Élections législatives de 1842 dans l'Aisne
Les élections législatives françaises de 1842 se déroulent le 9 juillet 1842. Dans le département de l'Aisne, sept députés sont à élire dans le cadre d'un scrutin uninominal majoritaire.

## Élus
|   | Arrondissement | Député sortant                 |  | Parti                    | Député élu ou réélu            |  | Parti                 |
| - | -------------- | ------------------------------ |  | ------------------------ | ------------------------------ |  | --------------------- |
| = | Premier        | Louis Desabes                  |  | Opposition dynastique    | Louis Desabes                  |  | Opposition dynastique |
| = | Second         | Odilon Barrot                  |  | Opposition dynastique    | Odilon Barrot                  |  | Opposition dynastique |
| = | Troisième      | Benoît Fould                   |  | Majorité gouvernementale | Étienne de Cambacérès          |  | Bonapartiste          |
| = | Quatrième      | Alexandre-François Vivien      |  | Opposition dynastique    | Alexandre-François Vivien      |  | Opposition dynastique |
| = | Cinquième      | Théodore Quinette de Rochemont |  | Opposition dynastique    | Théodore Quinette de Rochemont |  | Opposition dynastique |
| = | Sixième        | Armand Lherbette               |  | Opposition dynastique    | Armand Lherbette               |  | Opposition dynastique |
| = | Septième       | Xavier de Sade                 |  | Opposition dynastique    | Xavier de Sade                 |  | Opposition dynastique |

## Résultats

### Résultats globaux
|                | Parti du Mouvement       | 1 852 | 65,74  | 6 |  |  |
|                |                          |       |        |   |  |  |
|                | Parti de la Résistance   | 730   | 25,91  | 0 |  |  |
|                |                          |       |        |   |  |  |
|                | Bonapartistes            | 220   | 7,81   | 1 |  |  |
|                | Légitimistes             | 11    | 0,39   | 0 |  |  |
|                | Oppositions monarchistes | 231   | 8,20   | 1 |  |  |
|                |                          |       |        |   |  |  |
|                | Tiers parti              | 4     | 0,14   | 0 |  |  |
|                |                          |       |        |   |  |  |
|                |                          |       |        |   |  |  |
| Inscrits       | Inscrits                 |       | 100,00 |   |  |  |
| Abstentions    |                          |       |        |   |  |  |
| Votants        | Votants                  | 2 962 |        |   |  |  |
| Blancs et nuls | Blancs et nuls           | 145   | 4,90   |   |  |  |
| Exprimés       | Exprimés                 | 2 817 | 95,10  |   |  |  |

### Résultats par circonscription

#### Premier arrondissement
- Député sortant : Louis Desabes (Opposition dynastique), réélu.

|                  | Louis Desabes*   | Opposition dynastique    | 436 | 80,15  |  |  |
|                  | Armand Forquenot | Majorité gouvernementale | 108 | 19,85  |  |  |
|                  |                  |                          |     |        |  |  |
| Inscrits         | Inscrits         | Inscrits                 | 743 | 100,00 |  |  |
| Abstentions      | Abstentions      | Abstentions              | 171 | 23,01  |  |  |
| Votants          | Votants          | Votants                  | 572 | 76,99  |  |  |
| Blancs et nuls   | Blancs et nuls   | Blancs et nuls           | 28  | 4,90   |  |  |
| Exprimés         | Exprimés         | Exprimés                 | 544 | 95,10  |  |  |
| * député sortant |                  |                          |     |        |  |  |

#### Deuxième arrondissement
- Député sortant : Odilon Barrot (Opposition dynastique), réélu.

|                  | Odilon Barrot* | Opposition dynastique    | 285 | 91,94  |  |  |
|                  | Jean Duplaquet | Majorité gouvernementale | 21  | 6,77   |  |  |
|                  | Alphonse Foy   | Tiers parti              | 4   | 1,29   |  |  |
|                  |                |                          |     |        |  |  |
| Inscrits         | Inscrits       | Inscrits                 | 462 | 100,00 |  |  |
| Abstentions      | Abstentions    | Abstentions              | 141 | 30,52  |  |  |
| Votants          | Votants        | Votants                  | 321 | 69,48  |  |  |
| Blancs et nuls   | Blancs et nuls | Blancs et nuls           | 11  | 3,43   |  |  |
| Exprimés         | Exprimés       | Exprimés                 | 310 | 96,57  |  |  |
| * député sortant |                |                          |     |        |  |  |

#### Troisième arrondissement
- Député sortant : Benoît Fould (Majorité gouvernementale).
- Député élu : Étienne de Cambacérès (Bonapartiste).

|                  | Étienne de Cambacérès | Bonapartiste             | 220 | 53,27  |  |  |
|                  | Benoît Fould*         | Majorité gouvernementale | 193 | 46,73  |  |  |
|                  |                       |                          |     |        |  |  |
| Inscrits         | Inscrits              | Inscrits                 | 446 | 100,00 |  |  |
| Abstentions      | Abstentions           | Abstentions              | 28  | 6,28   |  |  |
| Votants          | Votants               | Votants                  | 418 | 93,72  |  |  |
| Blancs et nuls   | Blancs et nuls        | Blancs et nuls           | 5   | 1,20   |  |  |
| Exprimés         | Exprimés              | Exprimés                 | 413 | 98,80  |  |  |
| * député sortant |                       |                          |     |        |  |  |

#### Quatrième arrondissement
- Député sortant : Alexandre-François Vivien (Opposition dynastique), réélu.

|                  | Alexandre-François Vivien* | Opposition dynastique    | 223 | 84,79  |  |  |
|                  | Jean-Baptiste Monnot       | Majorité gouvernementale | 29  | 11,03  |  |  |
|                  | Antoine Fouquier d'Hérouel | Légitimiste              | 11  | 4,18   |  |  |
|                  |                            |                          |     |        |  |  |
| Inscrits         | Inscrits                   | Inscrits                 | 474 | 100,00 |  |  |
| Abstentions      | Abstentions                | Abstentions              | 196 | 41,35  |  |  |
| Votants          | Votants                    | Votants                  | 278 | 58,65  |  |  |
| Blancs et nuls   | Blancs et nuls             | Blancs et nuls           | 15  | 5,40   |  |  |
| Exprimés         | Exprimés                   | Exprimés                 | 263 | 94,60  |  |  |
| * député sortant |                            |                          |     |        |  |  |

#### Cinquième arrondissement
- Député sortant : Théodore Quinette de Rochemont (Opposition dynastique), réélu.

|                  | Théodore Quinette de Rochemont* | Opposition dynastique    | 350 | 84,13  |  |  |
|                  | Camille Godelle                 | Majorité gouvernementale | 66  | 15,87  |  |  |
|                  |                                 |                          |     |        |  |  |
| Inscrits         | Inscrits                        | Inscrits                 | 591 | 100,00 |  |  |
| Abstentions      | Abstentions                     | Abstentions              | 167 | 28,26  |  |  |
| Votants          | Votants                         | Votants                  | 424 | 71,74  |  |  |
| Blancs et nuls   | Blancs et nuls                  | Blancs et nuls           | 8   | 1,89   |  |  |
| Exprimés         | Exprimés                        | Exprimés                 | 416 | 98,11  |  |  |
| * député sortant |                                 |                          |     |        |  |  |

#### Sixième arrondissement
- Député sortant : Armand Lherbette (Opposition dynastique), réélu.

|                  | Armand Lherbette* | Opposition dynastique    | 324 | 50,86  |  |  |
|                  | Alphonse Paillet  | Majorité gouvernementale | 313 | 49,14  |  |  |
|                  |                   |                          |     |        |  |  |
| Inscrits         | Inscrits          | Inscrits                 | 683 | 100,00 |  |  |
| Abstentions      | Abstentions       | Abstentions              | 45  | 6,59   |  |  |
| Votants          | Votants           | Votants                  | 638 | 93,41  |  |  |
| Blancs et nuls   | Blancs et nuls    | Blancs et nuls           | 1   | 0,16   |  |  |
| Exprimés         | Exprimés          | Exprimés                 | 637 | 99,84  |  |  |
| * député sortant |                   |                          |     |        |  |  |

#### Septième arrondissement
- Député sortant : Xavier de Sade (Opposition dynastique), réélu.

|                  | Xavier de Sade* | Opposition dynastique | 234 | 100,00 |  |  |
|                  |                 |                       |     |        |  |  |
| Inscrits         | Inscrits        | Inscrits              |     | 100,00 |  |  |
| Abstentions      |                 |                       |     |        |  |  |
| Votants          | Votants         | Votants               | 311 |        |  |  |
| Blancs et nuls   | Blancs et nuls  | Blancs et nuls        | 77  | 24,76  |  |  |
| Exprimés         | Exprimés        | Exprimés              | 234 | 75,24  |  |  |
| * député sortant |                 |                       |     |        |  |  |

## Rappel des résultats départementaux des élections de 1839

### Élus en 1839
| Arr.             | Élu(e) | Élu(e)                   | Élu(e)                          | Élu(e)               | Élu(e)               | Battu(e) (seconde place) | Battu(e) (seconde place) | Battu(e) (seconde place) | Battu(e) (seconde place) | Battu(e) (seconde place) |
| Arr.             | Parti  | Parti                    | Nom                             | % suffrages exprimés | % suffrages exprimés | Parti                    | Parti                    | Nom                      | % suffrages exprimés     | % suffrages exprimés     |
| Arr.             | Parti  | Parti                    | Nom                             | 1er tour             | 2e tour              | Parti                    | Parti                    | Nom                      | 1er tour                 | 2e tour                  |
| ---------------- | ------ | ------------------------ | ------------------------------- | -------------------- | -------------------- | ------------------------ | ------------------------ | ------------------------ | ------------------------ | ------------------------ |
| Premier          |        | Opposition dynastique    | Louis Desabes*                  | 64,77 %              | -                    |                          | Majorité gouvernementale | Albert Debrotonne        | 17,61 %                  | -                        |
| Second           |        | Opposition dynastique    | Odilon Barrot*                  | 86,69 %              | -                    |                          | Majorité gouvernementale | Alfred de Marmier        | 13,31 %                  | -                        |
| Troisième        |        | Majorité gouvernementale | Benoît Fould*                   | 58,81 %              | -                    |                          | Opposition dynastique    | Odilon Barrot            | 37,31 %                  | -                        |
| Quatrième        |        | Tiers parti              | Alexandre-François Vivien*      | 100,00 %             | -                    | Pas d'adversaire         | Pas d'adversaire         | Pas d'adversaire         | Pas d'adversaire         | Pas d'adversaire         |
| Cinquième        |        | Opposition dynastique    | Théodore Quinette de Rochemont* | 66,22 %              | -                    |                          | Majorité gouvernementale | Camille Godelle          | 33,78 %                  | -                        |
| Sixième          |        | Opposition dynastique    | Armand Lherbette*               | 52,61 %              | -                    |                          | Majorité gouvernementale | Alphonse Paillet         | 47,39 %                  | -                        |
| Septième         |        | Opposition dynastique    | Xavier de Sade*                 | 73,95 %              | -                    |                          | Majorité gouvernementale | M. Lejeune               | 26,05 %                  | -                        |
| * député sortant |        |                          |                                 |                      |                      |                          |                          |                          |                          |                          |